# سندريلا (فلم 2021)
سندريلا (بالإنجليزية: Cinderella) هو فيلم موسيقي رومانس كوميدي أمريكي صدر عام 2021 من كتابة وإخراج كاي كانون ومن بطولة كاميلا كابيو في دور سندريلا،بيلي بورتر،إيدينا مينزيل،بيرس بروسنان،ميني درايفر،جون مولايني،جيمس كوردن،ميسي إيليوت وبيفيرلي ونايت.